# Blocao

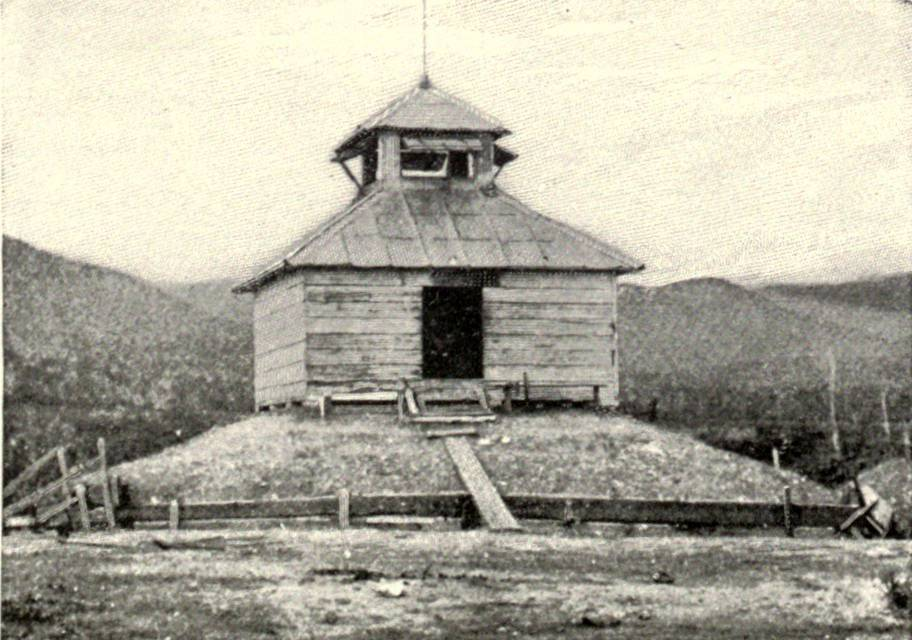
Blocao Amigó en Cuba.

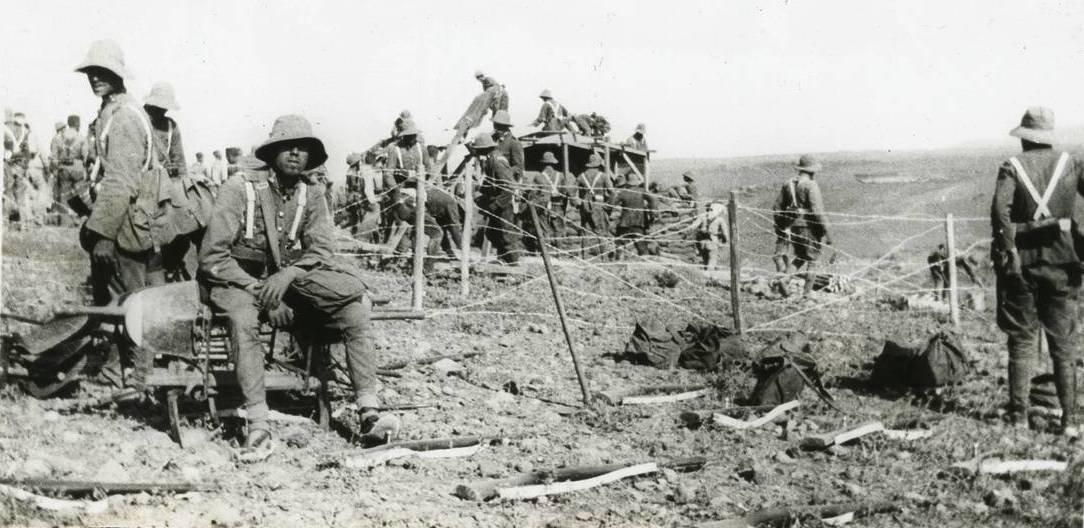
Soldados españoles construyendo un blocao en Benisicar (Marruecos).

El blocao (del alemán  blockhaus) es una pequeña fortificación de madera y sacos terreros, que se desarma y puede transportarse fácilmente para armarlo en donde mejor convenga.
Uno de los primeros conflictos donde se utilizó fue en la segunda guerra bóer (1899-1902) como parte de la estrategia del Imperio británico para eliminar la guerra de guerrillas de los colonos bóeres. Resultaron efectivos a la hora de obstaculizar los movimientos de los guerrilleros, pero no podían ser la clave de su derrota definitiva.
Los blocaos fueron ampliamente utilizados por las tropas españolas en las campañas del Rif en Marruecos durante el primer tercio del siglo XX.
Defendidos por efectivos muy reducidos, los blocaos constituían posiciones avanzadas que protegían, en primera instancia, a los campamentos diseminados por el territorio, en los que se concentraban el grueso de las unidades y el material militar.
Este tipo de fortificación era sumamente vulnerable, ya que sus defensores permanecían aislados del resto de la tropa, comunicados con sus unidades únicamente mediante heliógrafos, con provisiones limitadas y, generalmente, con problemas para abastecerse de agua.
En las novelas, inspiradas las cuatro en hechos reales, El blocao. Novela de la guerra marroquí de José Díaz Fernández, Imán de Ramón J. Sender, La ruta de e Arturo Barea y El nombre de los nuestros de Lorenzo Silva, se pueden encontrar muchos detalles de cómo se desarrollaba la vida en los blocaos españoles en Marruecos.
La ubicación de los blocaos era a veces inapropiada, si se construían atendiendo a criterios políticos y no militares. En ocasiones eran los propios nativos quienes solicitaban y obtenían la creación de un blocao en el lugar por ellos designado, alegando la necesidad de protección frente a otras cabilas (tribus) hostiles a la causa española.[cita requerida]